# Ryan O’Shaughnessy
Ryan O’Shaughnessy (irl. Rían Ó Seachnasaigh; ur. 27 września 1992 w Skerries) – irlandzki piosenkarz, autor tekstów, muzyk i aktor.
Reprezentant Irlandii w 63. Konkursie Piosenki Eurowizji (2018).

## Wczesne lata
Jest najmłodszym z trójki rodzeństwa: ma brata Grahama i siostrę Apryl. Jego wujkiem jest Gary O’Shaughnessy, piosenkarz i reprezentant Irlandii w 46. Konkursie Piosenki Eurowizji w 2001.
Gdy miał cztery lata, rozpoczął naukę w Billie Barry Stage School. Studiował na Dublińskim Instytucie Technologii.

## Kariera
W latach 2001–2010 grał Marka Halpina w serialu Fair City. W 2012 wziął udział w przesłuchaniach do pierwszego sezonu programu RTÉ One The Voice of Ireland, docierając do etapu odcinków na żywo. W tym samym roku zajął piąte miejsce w szóstej edycji programu ITV Britain’s Got Talent. W międzyczasie rozwiązał kontrakt z wytwórnią Universal Records, a w maju 2012 podpisał umowę z Sony Music. 5 sierpnia wydał debiutancki singiel „No Name”, a 13 sierpnia epkę, zatytułowaną po prostu Ryan O’Shaughnessy. Pod koniec miesiąca ogłosił rozpoczęcie pierwszej trasy koncertowej po Wielkiej Brytanii, która obejmowała występy w 11 miastach. W drugiej połowie 2013 brał udział w pierwszej edycji programu The Hit, w którym rywalizował o zwycięstwo przeciwko Brianowi Kennedy’emu; w trakcie konkursu obaj śpiewali piosenki, które na potrzeby formatu napisali im kompozytorzy. Jedna z wykonanych przez niego piosenek, „Who Do You Love?”, trafiła na trzecie miejsce list przebojów w kraju.
W 2015 otworzył własną wytwórnię muzyczną Bayview Records oraz wydał dwa single: „Fingertips” i „Evergreen”. W 2016 wydał singiel „She Won’t Wait” oraz debiutancki album studyjny pt. Back to Square One, który promował singlem „Got This Feeling”. W maju 2018, reprezentując Irlandii z utworem „Together”, zajął 16. miejsce w finale 63. Konkursu Piosenki Eurowizji w Lizbonie. W kwietniu 2020 wystąpił w pierwszym odcinku programu Eurovision Home Concerts.

## Dyskografia
Albumy studyjne
- Back to Square One (2016)

Minialbumy (EP)
- Ryan O’Shaughnessy (2012)